# Говард (Вісконсин)
Говард (англ. Howard) — селище (англ. village) в США, в округах Браун і Автаґемі штату Вісконсин. Населення — 19 950 осіб (2020).

## Географія
Говард розташований за координатами 44°34′7″ пн. ш. 88°4′18″ зх. д. / 44.56861° пн. ш. 88.07167° зх. д. (44.568621, -88.071724).  За даними Бюро перепису населення США в 2010 році селище мало площу 59,78 км², з яких 46,89 км² — суходіл та 12,89 км² — водойми.

## Демографія
Згідно з переписом 2010 року, у селищі мешкало 17 399 осіб у 6941 домогосподарстві у складі 4763 родин. Густота населення становила 291 особа/км².  Було 7223 помешкання (121/км²).
Расовий склад населення:
| - 93,8 % — білих - 1,5 % — чорних або афроамериканців - 1,3 % — азіатів - 1,2 % — корінних американців |

До двох чи більше рас належало 1,6 %. Частка іспаномовних становила 2,4 % від усіх жителів.
За віковим діапазоном населення розподілялося таким чином: 26,7 % — особи молодші 18 років, 62,6 % — особи у віці 18—64 років, 10,7 % — особи у віці 65 років та старші. Медіана віку мешканця становила 36,3 року. На 100 осіб жіночої статі у селищі припадало 93,3 чоловіків;  на 100 жінок у віці від 18 років та старших — 91,5 чоловіків також старших 18 років.
Середній дохід на одне домашнє господарство  становив 73 009 доларів США (медіана — 59 273), а середній дохід на одну сім'ю — 83 156 доларів (медіана — 68 828). Медіана доходів становила 48 633 долари для чоловіків та 36 546 доларів для жінок. За межею бідності перебувало 7,1 % осіб, у тому числі 6,3 % дітей у віці до 18 років та 9,4 % осіб у віці 65 років та старших.
Цивільне працевлаштоване населення становило 10 167 осіб. Основні галузі зайнятості: освіта, охорона здоров'я та соціальна допомога — 20,1 %, виробництво — 18,0 %, роздрібна торгівля — 14,4 %.